# Andrej Krasilnikau
Andrej Krasilnikau (ur. 25 kwietnia 1989 w Brześciu) – białoruski kolarz szosowy startujący w nieprofesjonalnym teamie AVC Aix-en-Provence. 
Mistrz Białorusi w wyścigu ze startu wspólnego w 2013 roku. 

## Najważniejsze osiągnięcia
- 2009
  - 2. miejsce w mistrzostwach Białorusi (jazda ind. na czas)
- 2010
  - 2. miejsce w mistrzostwach Białorusi (jazda ind. na czas)
  - 4. miejsce w mistrzostwach Białorusi (start wspólny)
- 2012
  - 2. miejsce w mistrzostwach Białorusi (jazda ind. na czas)
- 2013
  -  1. miejsce w mistrzostwach Białorusi (start wspólny)
  - 2. miejsce w mistrzostwach Białorusi (jazda ind. na czas)